# Montfort-sur-Risle
Montfort-sur-Risle es una localidad y comuna francesa situada en la región de Alta Normandía, departamento de Eure, en el distrito de Bernay y cantón de Montfort-sur-Risle.

## Demografía
| 754 | 766 | 867 | 885 | 913 | 882 |
| Para los censos de 1962 a 1999 la población legal corresponde a la población sin duplicidades (Fuente: INSEE [Consultar]) |     |     |     |     |     |